# Clemens Fuest

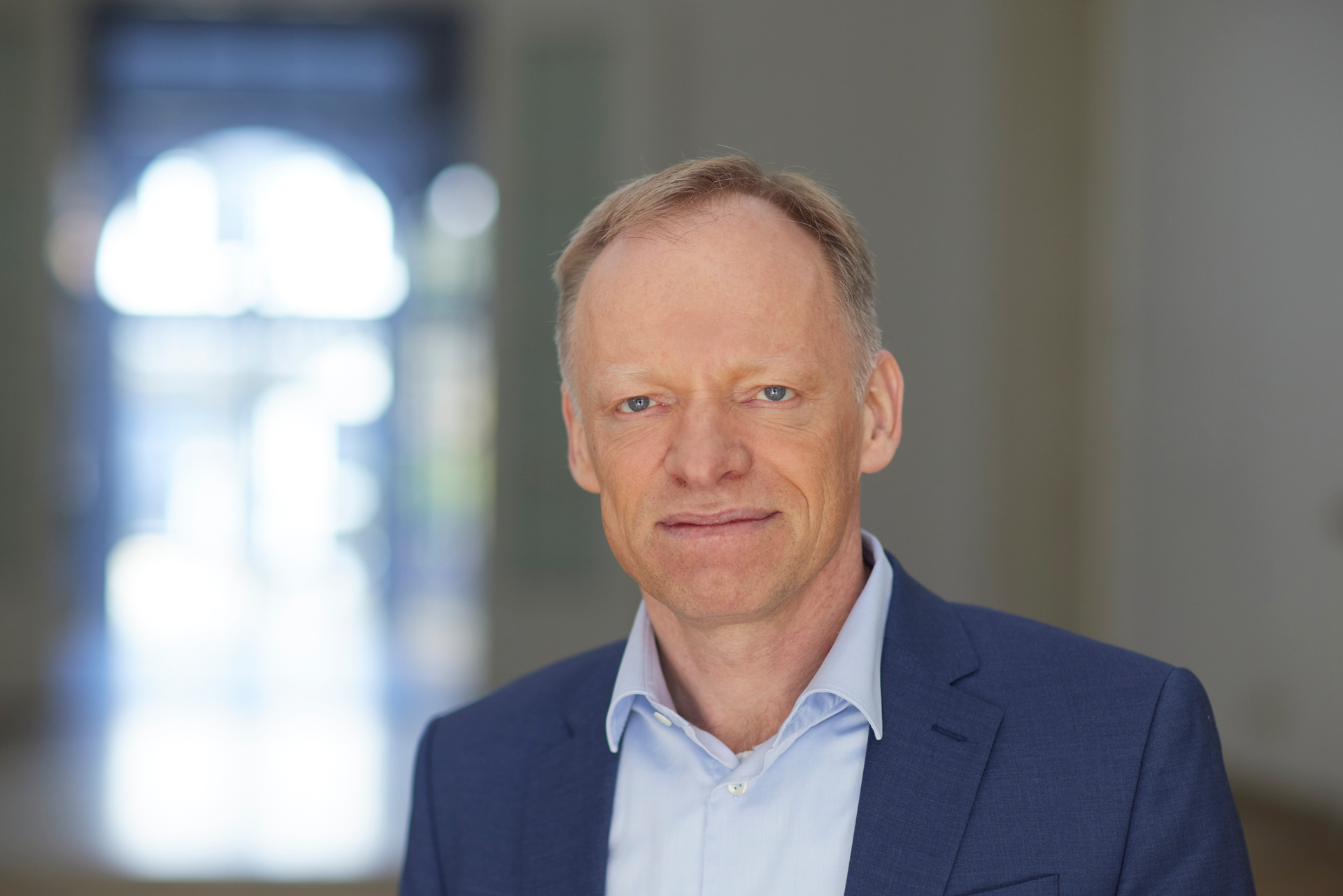
Clemens Fuest (2023)

Clemens Fuest (Aussprache [fu:st]; * 23. August 1968 in Münster) ist ein deutscher Ökonom, Politikberater und Professor für Volkswirtschaftslehre an der Ludwig-Maximilians-Universität München. Er ist Präsident des ifo Instituts. Zuvor war er Professor für Unternehmensbesteuerung an der Universität Oxford. Er ist Mitglied verschiedener wissenschaftlicher Beiräte, darunter im Wissenschaftlichen Beirat beim Bundesministerium der Finanzen. Fuest lieferte Beiträge zur internationalen Ökonomik, besonders zur Finanzwissenschaft und Arbeitsmarktökonomik. Der Frankfurter Allgemeinen Zeitung zufolge ist er einer der einflussreichsten Ökonomen Deutschlands und zählt laut IDEAS/RePEc zu den Top-10 % der Ökonomen weltweit.

## Leben
Nach dem Abitur am Gymnasium Antonianum Geseke studierte Fuest als Stipendiat der Studienstiftung des deutschen Volkes Volkswirtschaftslehre an der Universität Bochum und der Universität Mannheim und schloss dort 1991 mit dem Diplom ab. 1994 wurde er an der Universität zu Köln promoviert, 2000 habilitierte er sich an der Universität München. Von 2001 bis 2008 hatte er eine Professur für Wirtschaftliche Staatswissenschaften an der Universität zu Köln inne. Danach war er Professor für Unternehmensbesteuerung an der Universität Oxford, Forschungsdirektor des dortigen Centre for Business Taxation und geschäftsführender Direktor des Finanzwissenschaftlichen Forschungsinstituts an der Universität zu Köln ('FiFo'). Von 2013 bis April 2016 war er Präsident des Zentrums für Europäische Wirtschaftsforschung und Professor an der Universität Mannheim.
Forschungsschwerpunkte Fuests sind Wirtschafts- und Finanzpolitik, internationale Besteuerung, Steuerpolitik und Unternehmensfinanzierung, Arbeitsmarktpolitik, Sozialpolitik und Kommunalfinanzen. Das Handelsblatt zählte Fuest 2006 in einem Ranking der forschungsstärksten jüngeren Ökonomen im deutschsprachigen Raum zu den Top 10.
Er ist Mitglied des Wissenschaftlichen Beirates beim Bundesministerium der Finanzen und war dessen Vorsitzender von 2007 bis 2010, Research Fellow des CESifo und des IZA (Institut zur Zukunft der Arbeit). Außerdem war er von 2004 bis Oktober 2008 und ist erneut seit 2013 Mitglied des Kronberger Kreises.
Fuest wurde am 11. Juni 2015 zum Präsidenten des ifo-Instituts ausgewählt und trat dieses Amt am 1. April 2016 an als Nachfolger von Hans-Werner Sinn. Er übernahm zum April 2016 zudem den Lehrstuhl für Nationalökonomie an der Ludwig-Maximilians-Universität München und ist dort Direktor des Center for Economic Studies. 2016 wird er in der Rangliste der einflussreichsten Ökonomen in Deutschland in den TOP 10 geführt. 2019 belegte er dort den zweiten Platz.
Außerdem ist er stellvertretender Vorsitzender im Aufsichtsrat von Ernst & Young.
Das Karlsruher Institut für Technologie hat Fuest 2017 die Ehrendoktorwürde für seine Verdienste im Fach Finanzwissenschaft verliehen.
Fuest ist mit Ana Maria Fuest verheiratet und hat drei Söhne.

## Forschung
Fuest arbeitet hauptsächlich zu angewandten Fragen der Makroökonomik, besonders der Finanzwissenschaft. Er beschäftigt sich vor allem mit der Ausgestaltung eines optimalen Steuersystems, sowie verschiedenen effizienzsteigernden Maßnahmen. Ein besonderer Fokus liegt dabei auf der nationalen und internationalen Unternehmensbesteuerung. Er arbeitet auch zu angewandten Steuer- und fiskalpolitischen Fragen innerhalb der europäischen Union. Er argumentiert gegen die Einführung einer Flat Tax in westlichen Industriestaaten.
Er beschäftigt sich ferner mit Fragen der politischen Ökonomie, etwa der politischen Koordinierung von Steuerabkommen. Seine Forschung zeigt dabei vielfältige Fehlanreize innerhalb des politischen Systems auf, darunter zum Beispiel das Wahlsystem, sowie die Interaktion von Politikern und Bürokraten.
Daneben hat er auch zu Arbeitsmarktökonomie geforscht. Er untersucht, welchen Einfluss Immigration auf den Arbeitsmarkt hat. Fuest argumentiert gegen ein (bedingungsloses) Grundeinkommen wegen ökonomischer Kosten und höherer Ineffizienz. Er ist stattdessen für ein Kombilohn-Modell.
Er forscht auch zur Funktionsweise und Effizienz von automatischen Stabilisatoren.
Im Rahmen der COVID-19-Pandemie hat er sich mit steuerpolitischen Fragen beschäftigt, etwa wie die Konjunkturmaßnahmen finanziert werden sollten. Er befürwortet dabei insgesamt höhere und weniger progressive Besteuerung.

## Positionen
Fuest steht nach eigenen Angaben für ordoliberale Positionen. Der Ökonom Christian Kastrop charakterisierte Fuest als „pragmatischen Ordoliberalen“. 2010 sah Fuest in Steuererhöhungen kein Mittel zur Sanierung des Staatshaushaltes, lediglich eine Umsatzsteuererhöhung als ultima ratio unterstützt Fuest, da sie alle belaste. Der Staat habe eher ein Ausgaben- als ein Einnahmeproblem. Eine Finanztransaktionssteuer lehnte er ab, Studiengebühren befürwortete er, weil überproportional Kinder aus Oberschicht- und bürgerlichen Familien die Hochschulen bevölkern. Dänemark sei ein Beispiel für einen aktivierenden Sozialstaat. In Deutschland müssten für Eltern aus sozial benachteiligten Familien vermehrt Krippen- und Kindergartenplätze geschaffen werden, da Grundlagen für höhere Bildung schon sehr früh gelegt würden. An den Universitäten könnten in erheblichem Umfang Effizienzreserven gehoben werden.
Fuest äußerte im Februar 2016 die Befürchtung, die Flüchtlingskrise in Deutschland könne zu einer Zwei-Klassen-Bildung führen („Wir müssen aufpassen, dass wir unsere bewährten Ausbildungssysteme nicht mit einer Ausbildung Light unterminieren“). Deutschland brauche Zuwanderung: „Jeder, der qualifiziert ist, jeder, der einen Ausbildungsplatz annimmt und behält, jeder, der in der Schule Fortschritte macht, sollte das Angebot erhalten, hier zu bleiben, selbst wenn er kein Asylrecht bekommt.“ Fuest sprach sich dafür aus, die Einwanderung stärker zu begrenzen. „Auf Dauer kann man entweder einen Sozialstaat haben oder ungesteuerte Zuwanderung, mit Sicherheit aber nicht beides“.
Angesichts der COVID-19-Pandemie in Deutschland schlug Fuest im Oktober 2020 vor, stärker die steuerliche Verlustverrechnung als Rettungsinstrument für Unternehmen zu nutzen. Dies sei zielgenau und kostengünstig. Durch eine vorgezogene Verrechnung prognostizierter Verluste aus dem Jahr 2020 mit Gewinnen aus dem Jahr 2019 könnte und würde die Erstattung früher erfolgen. Die Möglichkeiten der steuerlichen Verlustverrechnung wurden bereits mit dem Zweiten Corona-Steuerhilfegesetz Ende Juni erweitert; unter anderem wurde der steuerliche Verlustrücktrag für die Jahre 2020 und 2021 auf fünf Millionen Euro (zehn Millionen Euro bei Zusammenveranlagung) angehoben. Zudem wurde ein Mechanismus eingeführt, um bereits mit der Steuererklärung 2019 den Verlustrücktrag für 2020 unmittelbar finanzwirksam zu nutzen. Fuest schlug eine deutliche Anhebung der Obergrenze vor. Das würde gezielt auch größere Unternehmen entlasten, die vor der Krise ihre Gewinne in Deutschland versteuert haben. Wer vor der Krise Verluste machte oder Gewinne im Ausland versteuerte, könnte den Rücktrag nicht nutzen.
Fuest stellte im Januar 2021 zusammen mit zwölf Wissenschaftlern aus verschiedenen Fachbereichen ein „No Covid“-Strategiepapier vor. Die „No Covid“-Initiative fordert keine grundsätzlichen Betriebsschließungen, sondern u. a. eine FFP2-Maskenpflicht, mehr Tests, verbesserte Infektionsschutzmaßnahmen sowie mehr Homeoffice. In einem Interview mit der taz wehrte sich Fuest gegen das Missverständnis, er sei bereit, Maßnahmen zuzustimmen, denen zufolge für eine kurze Zeit die gesamte Wirtschaft auf „Null“ heruntergefahren werden solle. Es sei nicht vertretbar, über eine Maximierung der Zahl der Home-Office-Plätze und eine Schließung derjenigen Betriebe hinauszugehen, denen bereits im Winter 2021 allenfalls unter strengen Auflagen eine Öffnung erlaubt sei.
Die Ökonomen Joseph Stiglitz und Adam Tooze warnten 2021 davor, Christian Lindner zum Bundesfinanzminister zu machen und kritisierten seine finanzpolitischen Positionen. Tooze und Stiglitz warfen Lindner vor, dass dieser als Befürworter der Schuldenbremse und der Maastricht-Kriterien eine Wirtschaftspolitik auf Basis „konservativer Klischees“ betreiben würde. Große Investitionen der öffentlichen Hand seien entgegen Lindners Ambitionen von zentraler Bedeutung angesichts der europäischen und globalen Herausforderungen. Fuest stellte sich daraufhin in einem gemeinsamen Artikel mit Harold James hinter Lindner: Es würden „überzeugende Argumente“ für eine „massive Ausdehnung der Staatsausgaben“ fehlen. Es müssten vielmehr Investitionen „intelligent organisiert sein“. Oft erforderten diese „private, nicht öffentliche Ausgaben“. Fuest und James schrieben mit Blick auf Lindner, dass „ein kritischer fiskalpolitischer Falke als deutscher Finanzminister eine nützliche, ausgleichende Rolle“ in der Welt spielen könne.

## Mitgliedschaften
- Mitglied des Wissenschaftlicher Beirat beim Bundesministerium der Finanzen (seit 2003; 2007–2010 Vorsitzender)[46]
- Mitglied des Wissenschaftlichen Beirats des Wirtschaftsdiensts
- Mitglied des Wissenschaftlichen Beirats des Lobby- und Berufsverbands Wirtschaftsrat der CDU
- Mitglied des Wissenschaftlichen Beirats von Ernst & Young
- Mitglied des Aufsichtsrats von Ernst & Young (2017)[47]
- Mitglied des Beirats (seit 2013) und der Lenkungsgruppe der „Kommission Steuergesetzbuch“ der Stiftung Marktwirtschaft
- Mitglied der Bayerischen Akademie der Wissenschaften (seit 2017)[48]
- Fellow des Institut der deutschen Wirtschaft
- Mitglied im Hochschulrat der HBK Braunschweig (2011–2015)[49]
- Unterzeichner des Manifests der Lobbyorganisation Initiative Neue Soziale Marktwirtschaft „Deutschland braucht mehr Wachstum“ vom September 2006[50]
- Autor bei der Lobbyorganisation Initiative Neue Soziale Marktwirtschaft
- Mitglied des Wissenschaftlichen Beirats der Lobbyorganisation Stiftung Familienunternehmen[51]

## Ehrungen
- 2013: Gustav-Stolper-Preis des Vereins für Socialpolitik.[52]
- 2019: Hanns Martin Schleyer-Preis der Hanns Martin Schleyer-Stiftung[53]
- 2023: Bayerischer Maximiliansorden für Wissenschaft und Kunst[54]

## Veröffentlichungen
- Wie wir unsere Wirtschaft retten. Der Weg aus der Corona-Krise. Aufbau, Berlin 2020, ISBN 978-3-351-03866-3.
- J. Becker, C. Fuest: Der Odysseus-Komplex: Ein pragmatischer Vorschlag zur Lösung der Eurokrise. München 2017, Carl Hanser Verlag, ISBN 978-3-446-25461-9.